# 陳登原
陈登原（1900年1月29日—1975年），原名登元，字伯瀛。浙江省余姚县（今中華人民共和國浙江省慈溪市境）人，中国历史学家。长子是中科院院士陈宜张。

## 生平
1900年1月29日出生于宁波府余姚县周巷镇（今慈溪市境）。幼从父读书。1915年入浙江第四师范学校（后改為寧波中學），毕业后在余姚县第一高等小学任教。1922年考入國立东南大学（1928年改爲國立中央大學）历史系，1926年畢業，獲文學士學位。毕业后留校任助教，后任教于宁波女校。
1930年，任金陵大学讲师、中国文化研究所研究员，1935年任教授。后任杭州之江大学（今浙江大学）教授。抗战爆发后，陈登原回到周巷老家，闭门谢客，着手编著《国史旧闻》。抗战胜利后，先后在广州中山大学、宁波浙东中学、杭州树范中学执教。在中華人民共和國建國後，於1950年，应该著名历史学家侯外庐之邀，任西安西北大学历史系教授。
1957年開始反右派鬥爭，陳登原被劃為右派，其同事及學生，如李之勤、馬長壽、王正平、吳平凡等人，組織西北大學歷史系資產階級學術思想批判小組對他進行政治批判。在文化大革命開始後，陳登原遭受迫害及批鬥。1975年1月7日去世，終年75歲。
1979年，獲得中共中央平反，摘除右派。

## 学术研究
除《国史旧闻》在学界享有盛誉外，《天一阁藏书考》《古今典籍聚散考》是关于藏书方面的专著；《中国田赋史》《地赋丛钞》《中国田制丛考》《中国土地制度》是关于中国古代土地经济制的的专著；文化史方面《中国文化史》和柳诒徵《中国文化史》同名，著作动作也是为补柳氏之不足，学术地位很高；他还写下一批的著名历史人物的评传如秦始皇、曹操、刘禅、金圣叹，尤以《金圣叹传》为近代研究金氏的开山之作，其他研究金氏的文章，都绕不过陈登原的《金圣叹传》。

### 著作
- 《中俄关系述略》
- 《荀子哲学》
- 《初中外国史》
- 《高中本国史
- 《唐人故事诗》
- 《词林佳话》
- 《天一阁藏书考》
- 《中国土地制度》
- 《颜习斋哲学思想述》
- 《金圣叹传》
- 《中国田制丛考》
- 《中国文化史》
- 《古今典籍聚散考》
- 《国名疏故》
- 《中国田赋史》
- 《国史旧闻》